# Glory Days (album Little Mix)
Glory Days è il quarto album in studio della girl band britannica Little Mix, pubblicato il 18 novembre 2016.

## Promozione

### Singoli
Shout Out To My Ex fu il primo primo singolo estratto dall’album ad essere pubblicato il 24 ottobre 2016, giorno in cui la canzone venne presentata in anteprima con una performance a The X Factor. Appena uscita si piazzò in vetta alla UK Singles Charts e lìrimase per tre settimane consecutive. Il 5 dicembre 2016 il gruppo annunciò Touch come secondo singolo dall’album. Il 3 marzo 2017 fu pubblicato il terzo singolo, No More Sad Songs in una nuova versione in collaborazione con Machine Gun Kelly. Il 26 maggio dello stesso anno il gruppo pubblicò il quarto singolo, Power in una versione remixata con Stormzy.

### Singoli promozionali
Prima dell'uscita dell’album, furono pubblicati sei singoli promozionali: You Gotta Not il 27 ottobre 2016, F.U. il 4 novembre, Nothing Else Matters l’11 novembre, Touch il 15 novembre, Nobody Like You il 16 novembre e Down & Dirty il 17 novembre.

### Tour
Il 21 maggio 2017 inizia il The Glory Days Tour, atto a promuovere l'album. Il tour tocca i continenti di Europa e Oceania, per un totale di 73 tappe, e termina il 26 novembre 2017.

## Accoglienza
The Guardian ha definito l'album "perfetto per le classifiche." In un'altra recensione positiva, Digital Spy ha scritto "Le Little Mix hanno messo insieme il loro album più personale, senza usare grossi hook, una sensibilità pop mainstream e un sacco di atteggiamento sfacciato".  L'articolo continua dicendo che "Glory Days fa percepire che quattro giovani donne si uniscono con un legame molto reale, rendendo il loro messaggio ancora più credibile." The Evening Standard ha lodato le Little Mix per sopravvivere alla “maledizione del quarto album”, scrivendo “Glory Days si attiene per lo più alla formula vincente", e aggiungendo che "il quartetto ha creato una nicchia pop”.
Digital Spy l’ha considerato il dodicesimo miglior album dell'anno.

## Tracce
1. Shout Out to My Ex – 4:06 (Edvard Førre Erfjord, Henrik Michelsen, Camille Purcell, Iain James, Perrie Edwards, Jesy Nelson, Leigh-Anne Pinnock, Jade Thirlwall)
2. Touch – 3:33 (Hanni Ibrahim, Patrick Patrikios, A.S. Govere, Phil Plested)
3. F.U. – 3:58 (Samuel Gerongco, Robert Gerongco, Cottone, Jean-Baptiste, Michael McHenry, Alessia Rita Iorio)
4. Oops (feat. Charlie Puth) – 3:24 (Charlie Puth, Michael Caren, Jacob Luttrell)
5. You Gotta Not – 3:11 (Johan Carlsson, Alexander Kronlund, Ross Golan, Meghan Trainor)
6. Down & Dirty – 2:55 (Edwards, Nelson, Pinnock, Thirlwall, Cottone, Fridolin Walcher, Sam Romans)
7. Power – 4:07 (Dan Omelio, Purcell, James Abrahart)
8. Your Love – 3:27 (Purcell, Jeremy Coleman, Abrahart)
9. Nobody Like You – 4:08 (Steve Robson, Emily Warren)
10. No More Sad Songs – 3:26 (Thirlwall, Warren, Erfjord, Michelsen, Tash Phillips)
11. Private Show – 2:41 (Edwards, Nelson, Pinnock, Thirlwall, Walcher Romans, Cottone)
12. Nothing Else Matters – 3:55 (Peter Wallevik, Daniel Davidsen, Mich Hansen, Purcell, Wayne Hector)

### Deluxe Edition

#### CD
1. Beep Beep – 3:52 (Purcell, Erfjord, Michelsen, James)
2. Freak – 3:36 (Dan Bartlett, Nelson, Jake Roche, Nick Atkinson)
3. Touch (Acoustic) – 3:43 (Ibrahim, Patrikios, Govere, Plested)

Tracce bonus dell'edizione giapponese
1. Grown (live) – 4:01
2. Wings (live) – 5:22
3. Secret Love Song (live) – 4:30
4. Black Magic (live) – 4:10

#### DVD:The Get Weird Tour- Live fromWembley Arena
1. Grown – 3:59
2. Hair – 5:47
3. Wings – 7:57
4. Lightning – 5:51
5. DNA – 6:13
6. Secret Love Song – 4:30
7. OMG – 5:36
8. Salute – 7:31
9. Little Me – 4:05
10. Move – 5:30
11. How Ya Doin'? – 4:12
12. Love Me Like You – 4:55
13. Weird People – 4:25
14. The Beginning – 3:25
15. Black Magic – 3:53

Durata totale: 77:49

### Glory Days: The Platinum Edition
1. Shout Out to My Ex – 4:06
2. Touch (feat. Kid Ink) – 3:22
3. Reggaetón lento (Remix) (CNCO feat. Little Mix) – 3:08
4. F.U. – 3:58
5. Power (feat. Stormzy) – 4:02
6. No More Sad Songs (feat. Machine Gun Kelly) – 3:45
7. Oops (feat. Charlie Puth) – 3:24
8. You Gotta Not – 3:11
9. Down & Dirty – 2:55
10. Your Love – 3:27
11. Nobody Like You – 4:08
12. Private Show – 2:41
13. Nothing Else Matters – 3:55
14. If I Get My Way – 3:40
15. Is Your Love Enough? – 3:44
16. Dear Lover – 3:20

Tracce bonus nell'edizione digitale
1. Touch – 3:33
2. Power – 4:07
3. No More Sad Songs – 3:26
4. Beep Beep – 3:52
5. Freak – 3:36
6. Touch (Acoustic) – 3:43
7. Shout Out to My Ex (Steve Smart Epic Edit) – 3:41
8. Shout Out to My Ex (Acoustic) – 4:06
9. No More Sad Songs (Acoustic) – 3:13

## Successo commerciale
L’album diventò il loro primo a debuttare in prima posizione nella UK Albums Chart con 90 000 copie vendute e ci rimase per 5 settimane non consecutive, diventando l’album con più settimane alla numero uno di questa classifica da quando Spice delle Spice Girls nel 1996 ne trascorse 15. Nel marzo 2018 l’album era ancora presente per una sessantanovesima settimana nella top 40, diventando l’album con più settimane passate nelle prime 40 posizioni. Nel Regno Unito, l’album è stato certificato triplo disco di platino per aver venduto 900 000 copie nel territorio.
L’album ha debuttato alla prima posizione in Irlanda, alla seconda in Australia e in top 10 nei Paesi Bassi, Nuova Zelanda e Spagna.

## Classifiche

### Classifiche settimanali
| Classifica (2016) | Posizione massima |
| ----------------- | ----------------- |
| Australia         | 2                 |
| Austria           | 24                |
| Belgio (Fiandre)  | 11                |
| Belgio (Vallonia) | 67                |
| Canada            | 21                |
| Danimarca         | 37                |
| Finlandia         | 26                |
| Francia           | 53                |
| Germania          | 27                |
| Giappone          | 41                |
| Irlanda           | 1                 |
| Italia            | 13                |
| Norvegia          | 13                |
| Nuova Zelanda     | 9                 |
| Paesi Bassi       | 9                 |
| Polonia           | 30                |
| Portogallo        | 16                |
| Regno Unito       | 1                 |
| Spagna            | 9                 |
| Stati Uniti       | 25                |
| Svezia            | 23                |
| Svizzera          | 22                |

### Classifiche di fine anno
| Classifica (2016) | Posizione |
| ----------------- | --------- |
| Australia         | 59        |
| Belgio (Fiandre)  | 158       |
| Regno Unito       | 16        |
| Classifica (2017) | Posizione |
| Australia         | 43        |
| Belgio (Fiandre)  | 86        |
| Regno Unito       | 4         |
| Classifica (2018) | Posizione |
| Belgio (Fiandre)  | 140       |
| Irlanda           | 26        |
| Regno Unito       | 30        |
| Classifica (2019) | Posizione |
| Regno Unito       | 87        |